# Choi Sung-kuk
Choi Sung-kuk (8 de fevereiro de 1983) é um futebolista profissional sul-coreano que atua como atacante.
Ele fez parte da equipe sul-coreana nas Olimpíadas de 2004, que terminou em segundo no Grupo A, passando para a próxima rodada antes de ser derrotado pelos vencedores da medalha de prata Paraguai. Ele também foi convocado pela seleção sul-coreana Sub-20 no Campeonato Mundial Juvenil da FIFA 2003.
Integrante da seleção sul-coreana para a Copa Asiática de 2007, ele marcou um gol na partida de abertura contra a Arábia Saudita.